# Fernando de la Mora
Fernando de la Mora is een stad en gemeente (in Paraguay un distrito genoemd)in het departement Central. De gemeente telt 174.000 inwoners en is de thuishaven van voetbalclub Club Sport Colombia.

## Geboren
- Hernán Pérez (1989), voetballer
- Ángel Romero (1992), voetballer
- Óscar Romero (1992), voetballer
- Michelle Valiente (1998), beachvolleyballer

## Galerij

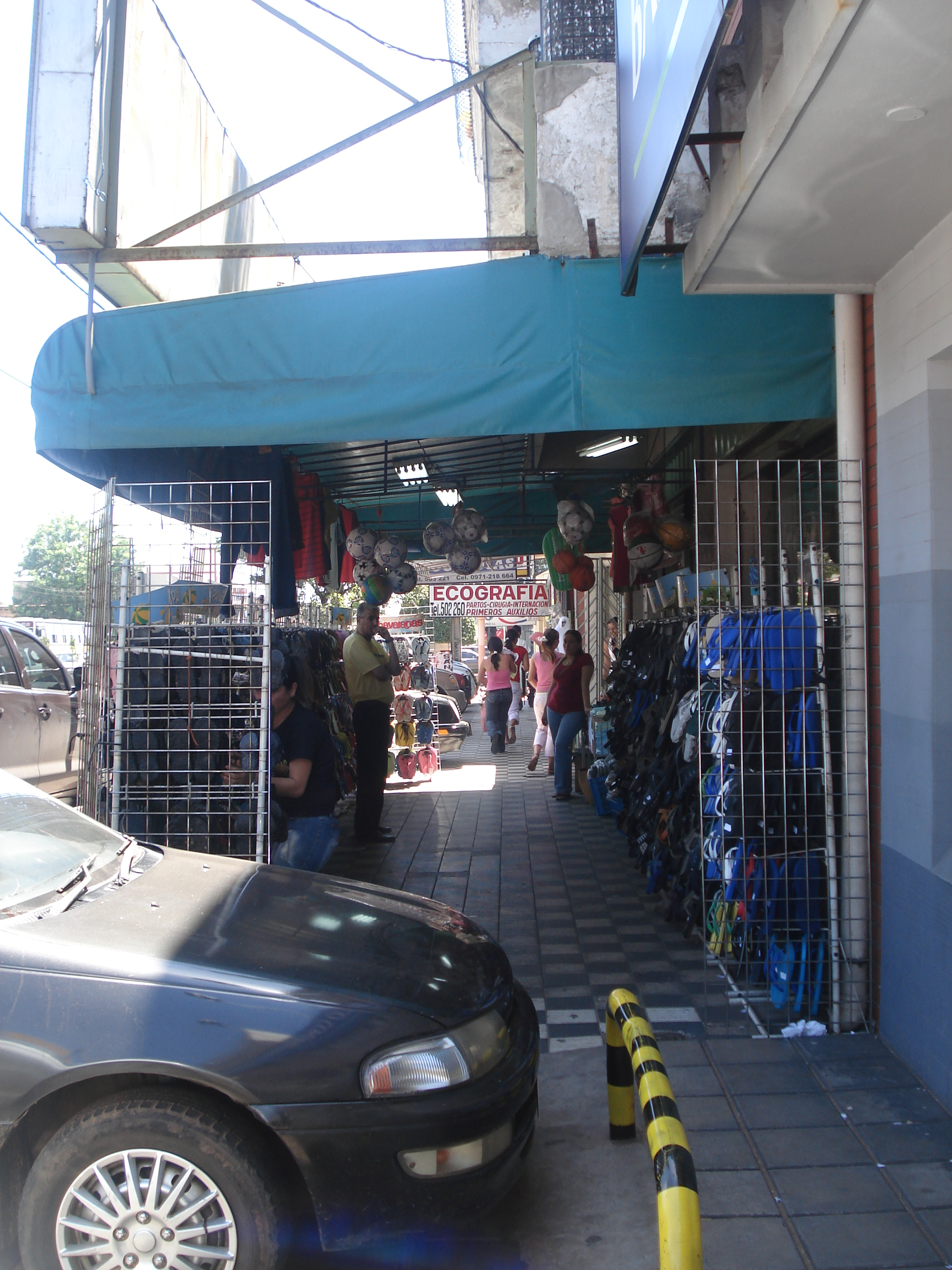
Winkelcentrum van Fernando de la Mora
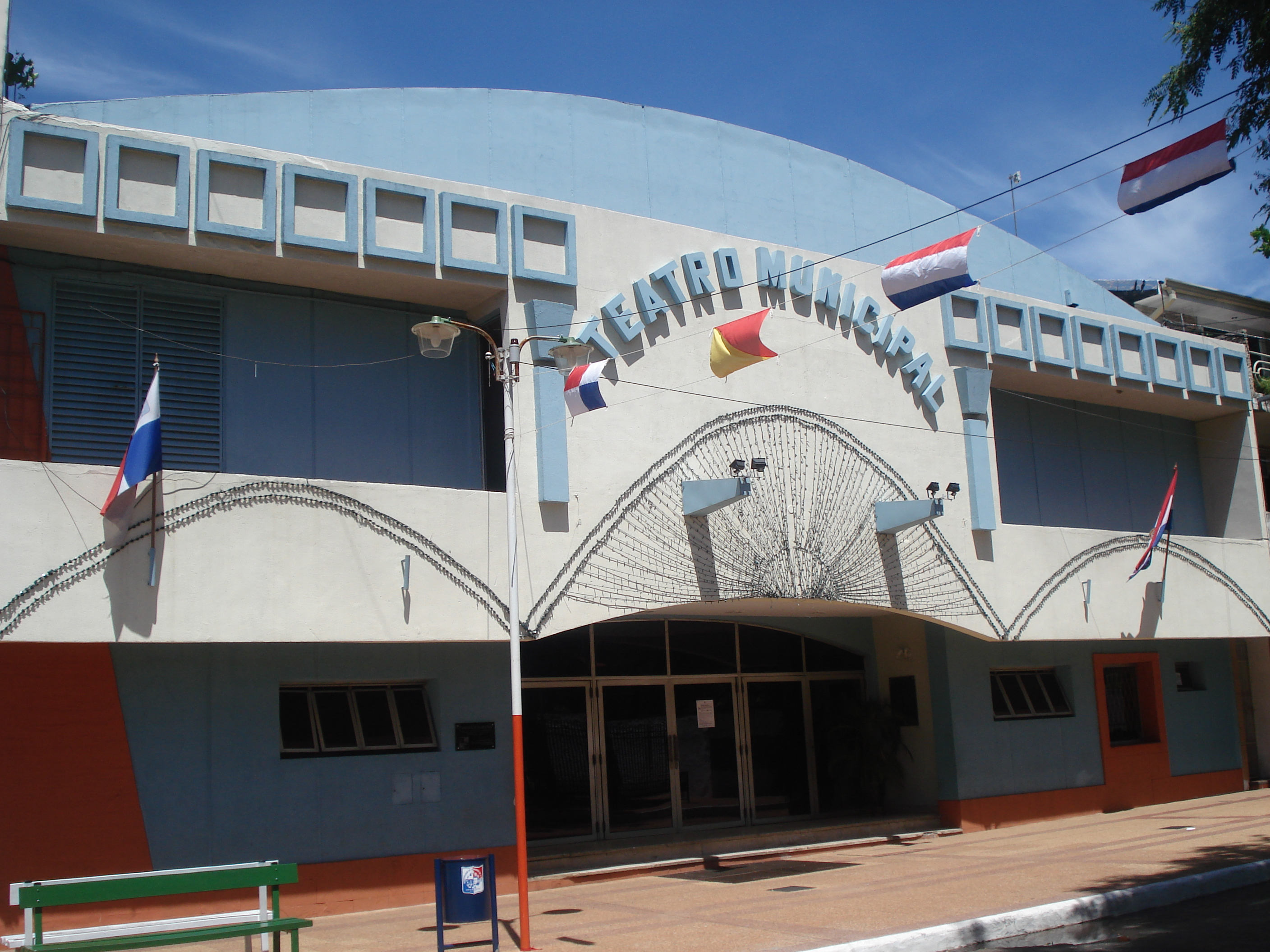
Ingang van het gemeentehuis
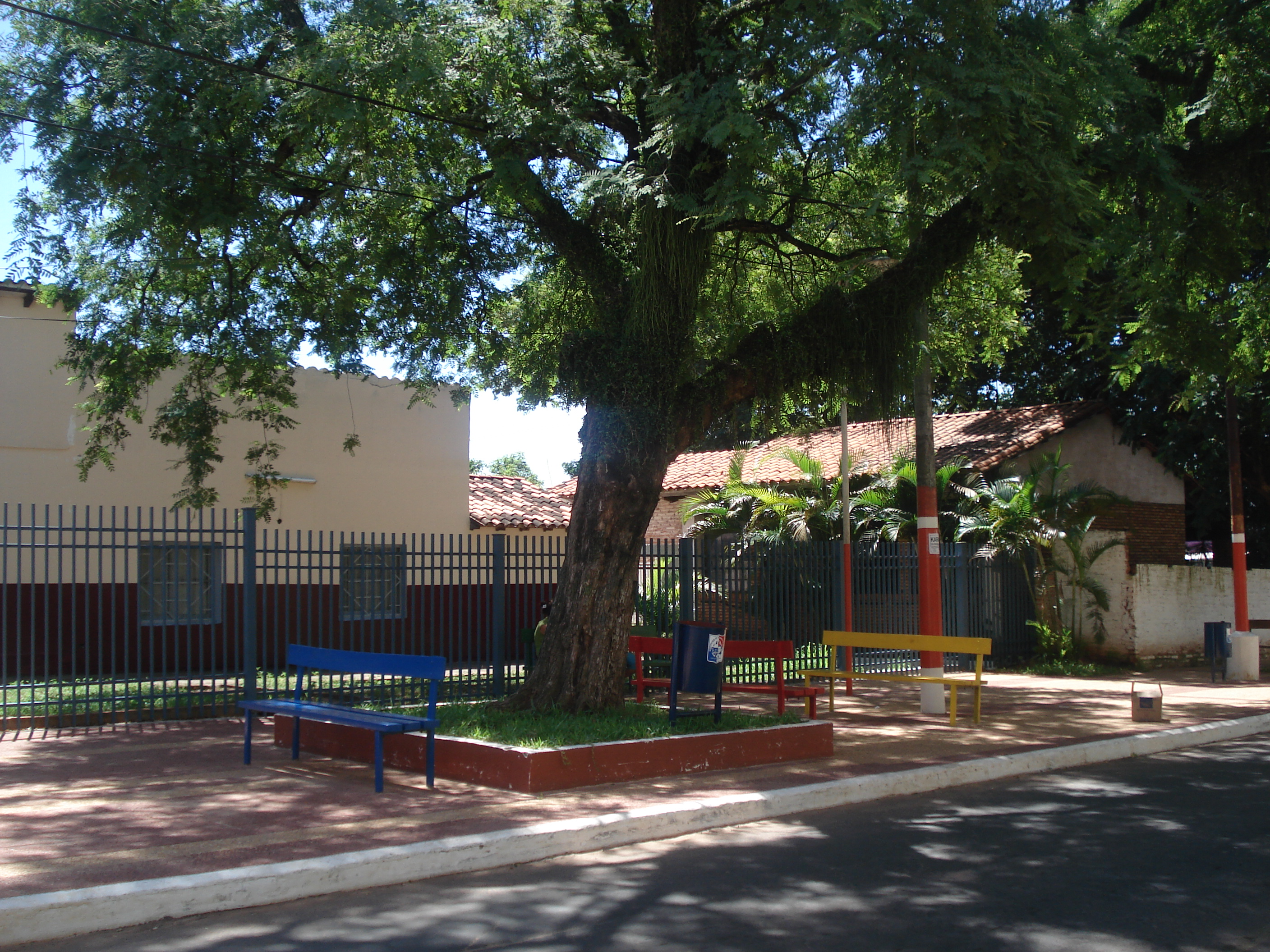
Parkje